# Na Ziemi
Na Ziemi (ang. In the Earth) – brytyjski horror z 2021 roku w reżyserii Bena Wheatley. W głównych rolach wystąpili Joel Fry i Hayley Squires. Film miał premierę 30 stycznia 2021 roku w ramach pokazów pozakonkursowych na Sundance Film Festival.

## Fabuła
Na świecie pojawia się śmiercionośny wirus, a grupa naukowców próbuje znaleźć sposób na jego zatrzymanie. Martin otrzymuje zadanie wycieczki w głąb lasu, gdzie przebywa prowadząca badania Olivia, będąca jego dawną miłością. Po drodze do realizacji misji czekają go jednak liczne niebezpieczeństwa, gdyż w lesie znajduje się nieokreślona, tajemnicza siła.

## Obsada
- Hayley Squires jako Olivia Wendle
- Joel Fry jako Martin Lowery
- Reece Shearsmith jako Zach
- Ellora Torchia jako Alma
- Mark Monero jako Frank
- John Hollingworth jako James[1]

## Produkcja
Ben Whitley wpadł na pomysł nakręcenia filmu podczas pandemii COVID-19 i ściśle nawiązał od niej w produkcji, którą uznał pośrednio za odpowiedź na globalny kryzys. Mikrobudżetowa produkcja miała za zadanie wypełnić mu czas wolny wymuszony izolacją i stanowić dla niego powrót do początkowych lat swojej twórczości. Okres zdjęciowy odbył się w sierpniu 2020 roku i trwał 15 dni.

## Odbiór

### Box Office
W Wielkiej Brytanii film zarobił 1,1 mln USD. W innych krajach przychody wyniosły ponad 217 tys., a łączny przychód ze sprzedaży biletów ponad 1,3 miliona dolarów.

### Reakcja krytyków
Film spotkał się z pozytywną reakcją krytyków. W agregatorze recenzji Rotten Tomatoes 80% z 174 recenzji uznano za pozytywne, a średnia ocen wyniosła 6,7 na 10. Z kolei w agregatorze Metacritic średnia ważona ocen z 35 recenzji wyniosła 63 punktów na 100.

## Nagrody i nominacje
| Nagroda                         | Kategoria                                  | Wynik     |
| ------------------------------- | ------------------------------------------ | --------- |
| British Independent Film Awards | Najlepsza muzyka (Clint Mansell)           | nominacja |
| British Independent Film Awards | Najlepszy debiut aktorski (Ellora Torchia) | nominacja |
| British Independent Film Awards | Najlepszy dźwięk (Martin Pavey)            | nominacja |
| British Independent Film Awards | Najlepszy montaż (Ben Wheatley)            | nominacja |